# 아히노암 니니
아히노암 니니(Achinoam Nini, 1969년 6월 23일 ~ )는 이스라엘의 가수이다. 미라 아와드와 함께 유로비전 송 콘테스트 2009에 이스라엘 대표로 참가했다.

## 유명세와 트리비아
그녀는 일반적으로 《Beautiful that way》라는 영어 노래 작품의 오리지널 원곡 가수로도 널리 잘 알려져 있다.